# 蓋瑞模組
《蓋瑞模組》（一般簡稱為GMod）於2004年12月由Facepunch Studios開發。最初是一個利用Source引擎製作的半条命的免費遊戲模組，但後來開發團隊決定把模組從半條命獨立，於第十個版本更新時在Steam上架收費，並且玩家需要花費9.99美金（不包含相關活動及特價）來購買。截止2021年9月，GMod已售出逾2000萬份。

藉由Garry's Mod功能強大的工具，可以很輕易的創造出各式各樣的場景

使用改變臉部表情的工具來拍攝出各種令人會心一笑的圖片

容易擴充資料的特性使得GMod擁有幾乎永遠用不完的元件

GMod的遊戲以沙盒形式為主，在多數遊戲中沒有線性任務。藉著這點，GMod只給予了玩家：場景、物件，以及工具。玩家在這個遊戲中不需要規範太多，唯一的目的就是盡情的在這些場景中發揮創意：製作物件機關或拼湊型物件、產生NPC並且對他們進行各種的互動實驗，以及目前讓GMod廣受眾玩家青睞的功能：拍攝屬於自己的圖片及動畫。
憑著GMod強大且多樣化的工具槍，玩家可以在場景中利用各種元件來佈置心目中理想的場景，並且可以設定生物的姿勢及表情，不管是嚴肅的、帥氣的，亦或是歡笑的，只要熟悉其中的功能的話，拍攝夢想中的舞台劇將是輕而易舉的，而且更棒的是遊戲提供了像是光暈、遠景及動態模糊等畫面特效，玩家不需要藉由Adobe Photoshop的修改就可以完成各種驚人的畫面特效。
此外，GMod開放了lua檔案的製作，讓對程式設計有一定概念的玩家可以輕易製作出各種千奇百怪的武器、工具及遊戲模式，而且因為對於模型的管理寬鬆的緣故，玩家可以自製模型並且放置到GMod中使用並且配置，再加上遊戲沒有特別目的，所以只要作出地圖之後即可用在GMod中，因此玩法非常自由，直至2007年已經有超過2000個的模型、武器及地圖供玩家們在GMod中使用。
GMod第十版於2006年11月29日於Steam釋出，並且將遊戲名稱正式更改為Garry's Mod，不再以代號區別版本。第十版將工具、模型的功能大幅統整改良，並且新增了更多的工具及特效，以及增加了一些GMod專用的遊戲模式，讓玩家可以更方便的使用並且學習GMod的各種強大功能。
隨著GMod的更新以及橘盒子的推出，GMod的圖像引擎已經被更新至戰慄時空2：二部曲的畫面效果，並且更多加支援絕地要塞2以及Portal的物件，而未來也將會藉由更新來支援戰慄時空2：三部曲的內容。
2012年10月24日，最新的蓋瑞模組十三正式發行。
GMod最基本可能要有一款用Source引擎的遊戲才能夠執行。

## 發展
創始人蓋瑞紐曼(Garry Newman)稱，自他從大學輟學以後，他開始以Facepunch Studios的名義開發遊戲。他說一切都是源自愛好，同時也是作為約會網站PHP程序員的一部分。後來，他推出了一款約會網站。與此同時，他也被原公司辭退了。在開發第一款遊戲Facewound時，GMod成為了紐曼的副項目。途中，紐曼認為GMod的開發比維護Facewound更為有趣。於是，Facewound開發計劃被腰斬。此後，GMod替補Facewound成為主計劃項目。他說，當時他的編程技術不夠，無法完成一個完全由源代碼組成的遊戲，因而採用mod格式。首版GMod於2004 年 12 月 24 日釋出，最初評價兩極，有些玩家批評與JBMod相似。然而，越來越多的正面評價促使紐曼繼續發展GMod。一次，紐曼創建了一個論壇，玩家的熱烈使得紐曼終於留意到GMod的受歡迎。及後，紐曼的單人工作室發展為多人團隊，並將模組重製為獨立遊戲。

半條命2的開發商Value聯繫到紐曼，建議透過steam發佈GMod獨立版。初時，紐曼拒絕提議。後來，Value和Facepunch達成協議，商榷以10美元上架stream，利潤平分。獨立版於2006年11月29日正式開售。從客觀角度來看，GMod已經不再是模組，但Valve和Facepunch仍然堅持使用"Garry's Mod"作為遊戲名稱。紐曼事後認為，GMod應被正名為"Garry's Sandbox"。由於GMod仍需要一個獨立基於Source引擎的遊戲才能正常運行，因此同時發布了GMod和反恐精英的Source引擎捆綁包。Mac OS X版本的移植版已於 2010 年 9 月 23 日發布。2012 年 12 月，Windows版本添加了肢體運動跟踪設備Kinect的支持。

## 模組

### Wiremod
Wiremod（簡稱Wire）為Garry's Mod之擴展插件包，由Erkle開發，現在由Wire小組主管。其功能乃提供使用者在沙盒模式中許多工具。

## Nextbot
Nextbot是指一種建基於Source引擎，透過人工智能控制的非玩家角色，使用於絕地要塞2及惡靈勢力系列並廣泛使用於GMod。而由於大部分玩家均使用二維貼圖作為Nextbot的外觀，因此經常被稱為「紙片人」

## 外部連結
- Garry's Mod官方網站 （页面存档备份，存于） 提供關於Garry's Mod的最新消息
- Garry's Mod百科 （页面存档备份，存于） 提供任何關於Garry's Mod的疑難雜症對應法
- Facepunch Studios 任何玩家製作的模型、武器、地圖，以及拍攝作品，還有官方的最新消息都可以在此找到。
- garrysmod.org （页面存档备份，存于） 提供Garry's Mod元件的下載網站（需要通過正版驗證）
- 另外一個提供Garry's Mod元件的下載網站
- Garry's Mod 9.04下載 （页面存档备份，存于） Garry's Mod 9.04 下載